# Stenus alacer
Stenus alacer är en skalbaggsart som beskrevs av Thomas Casey. Stenus alacer ingår i släktet Stenus och familjen kortvingar. Inga underarter finns listade i Catalogue of Life.